# Camptolepis
Camptolepis é um género botânico pertencente à família Sapindaceae.

## Espécies
- Camptolepis ramiflora